# Постниково (Кировская область)
Постниково — деревня в Малмыжском районе Кировской области. Входит в состав Калининского сельского поселения.

## Население
По данным переписи населения в 2010 году в Постниково проживает 83 человека.